# Clémence Botino
Clémence Botino, née le 22 janvier 1997 à Le Gosier, est une reine de beauté française. Elle est élue Miss Guadeloupe 2019 puis Miss France 2020, devenant la 90e Miss France et la 3e Miss Guadeloupe couronnée. Elle finit dans le Top 10 à l'élection de Miss Univers 2021 et dans le Top 40 au concours Miss Monde 2023.

## Biographie

### Jeunesse
Clémence Botino a des origines indo-caribéennes de sa mère, afro-caribéennes et européennes de son père.
Elle a un frère, Lucas, de deux ans son cadet.

### Études
Elle obtient un baccalauréat scientifique avec mention « très bien » en 2014. À l'âge de 17 ans, elle vit pendant une année aux États-Unis et suit des études dans une école internationale située à Miami, pour parfaire son anglais.
Après deux années de classes préparatoires littéraires au lycée Gerville-Réache, elle s'installe à Paris en 2017 pour étudier en troisième année de licence puis en première année de master d'histoire de l'art à la Sorbonne. Elle se spécialise dans l'étude de l'histoire de la mode avec comme ambition, au moment de son élection de Miss France, de devenir conservatrice du patrimoine. Elle prépare dans le cadre de ses études un mémoire dont le sujet est « L'histoire de la mode aux Caraïbes ».

## Concours de beauté

### Miss Guadeloupe 2019

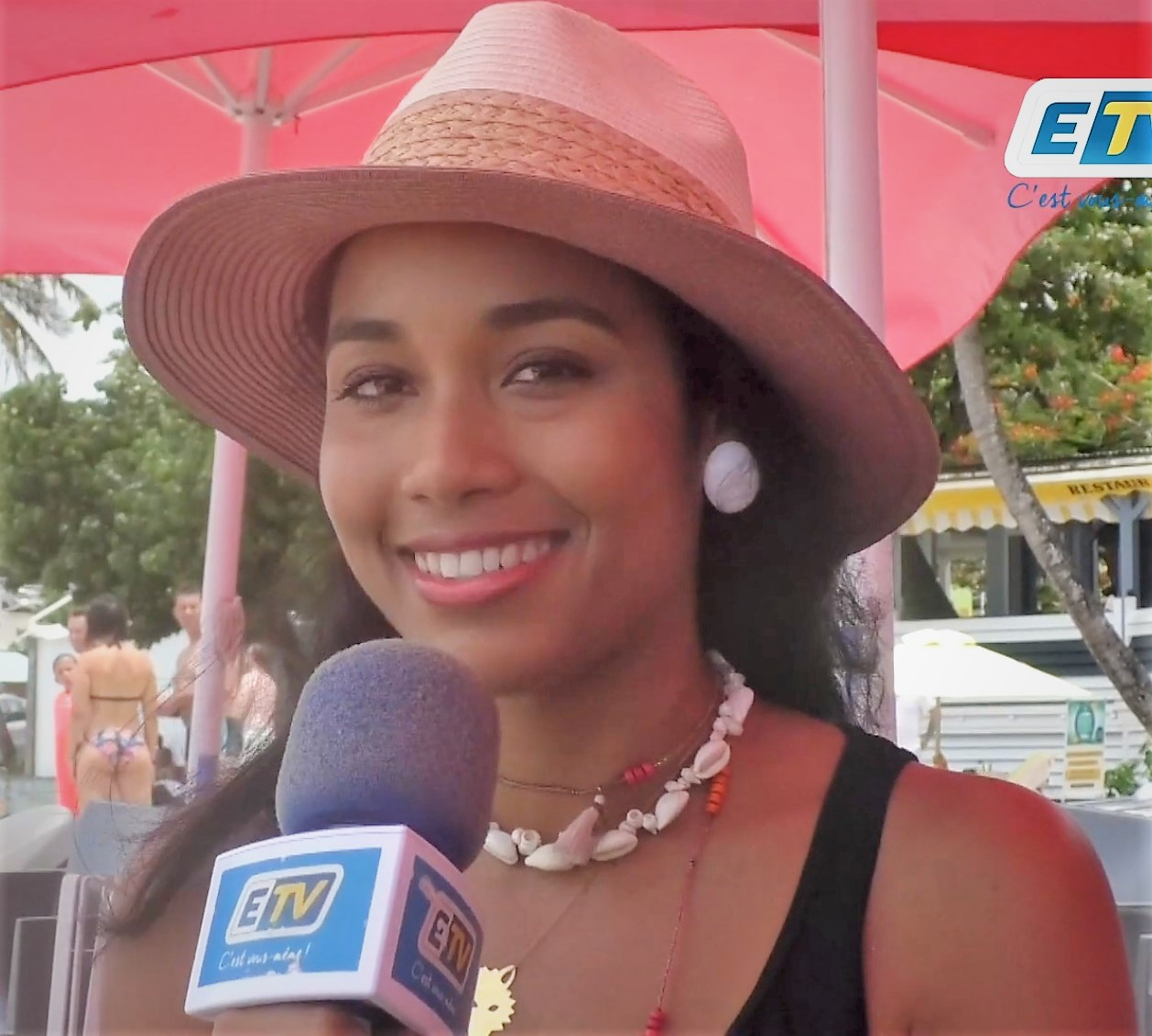
Clémence Botino en 2019.

Le 3 août 2019, elle est élue Miss Guadeloupe, succédant à Ophély Mézino.

### Miss France 2020
Le 14 décembre 2019, au Dôme de Marseille, Clémence Botino est sacrée Miss France 2020 avec 31,95 % de vote du public, l'emportant de peu devant Lou Ruat (Miss Provence), avec 30,66 %,. Elle succède à Vaimalama Chaves, Miss France 2019, et devient la troisième Miss Guadeloupe élue Miss France après Véronique de la Cruz en 1993 et Corinne Coman en 2003. Avant son élection, il est révélé début décembre que Clémence Botino est arrivée première du test de culture générale du concours Miss France, avec une note de 17,5 sur 20.
En raison de la pandémie de Covid-19 qui touche durement la France durant son année de règne, beaucoup d’événements auxquels elle devait participer sont annulés ou reportés (Tournoi de Roland Garros, Festival de Cannes, élections locales et départementales pour élire les candidates potentielles participant à l'élection de Miss France 2021). Elle vit le confinement entre le mois de mars et le mois de mai en Guadeloupe, auprès de sa famille. Quelques semaines après le début du déconfinement, l’immeuble dans lequel elle réside en tant que salariée de l'organisation Miss France prend feu, ce qui rend son appartement inhabitable.

### Élection de Miss Univers 2021
La directrice de la Société Miss France, Sylvie Tellier, annonce le 15 mars 2021 que Clémence Botino représentera la France au concours international Miss Univers 2021, en décembre 2021. Le comité Miss France fait le choix d'inverser les candidatures de Clémence Botino et d'Amandine Petit.
En décembre 2021, elle participe à Miss Univers 2021, 70e édition du concours, à Eilat en Israël. Testée positive à la Covid-19 à son arrivée à Tel-Aviv, elle est placée à l'isolement pendant dix jours puis réintègre l'aventure. Son costume national rend hommage à Joséphine Baker, entrée au Panthéon quelques jours auparavant. Elle se classe dans le top 10 lors de l'élection face à un jury qui comprend notamment Iris Mittenaere, Miss France et Miss Univers 2016. Elle est l'européenne la mieux classée du concours.

### Miss Monde 2023
Le 11 octobre 2022, l’organisation Miss France annonce ses représentantes pour les prochains concours internationaux. Clémence Botino est annoncée en tant que Miss World France 2022,. Le 9 mars 2024, elle participe à l'élection de Miss Monde 2023, qui se tient à Bombay en Inde, et se classe dans le top 40,.

## Engagements
Après son élection en tant que Miss France 2020 en décembre 2019, elle rejoint l'association Les Bonnes Fées. Fondée en 2015 par Sylvie Tellier, cette association réunit plusieurs anciennes Miss France autour d'actions en faveur des femmes touchées contre le cancer, notamment le cancer du sein,. Elle est également marraine de l'association Rêves de gosse, qui met en relation des enfants en situation de handicap avec des personnes qui n'ont pas de handicap.
Le 10 juillet 2025, elle révèle auprès du magazine Paris Match qu'elle travaille depuis 2 mois au sein de la Commission nationale française de l'UNESCO, en tant que conseillère en communication digitale. Elle anime notamment les réseaux sociaux de la Commission.
- 2019 : Miss France 2020 (TF1) : gagnante
- 2020 et 2022 : Fort Boyard (France 2) : participante
- 2021 : Les Reines du shopping - Spécial Miss France (M6) : gagnante
- 2023 : Saison 6 du Meilleur Pâtissier, spécial célébrités (Gulli) : candidate
- 2024 : Saison 4 de Qui veut être mon associé (M6) : candidate